# Trombicula
Trombicula là một chi động vật trong họ ve mò Trombiculidae. Trong số chúng có loài Trombicula autumnalis là loài ký sinh, hay đốt người và gây ra bệnh sốt mò.

## Đặc điểm

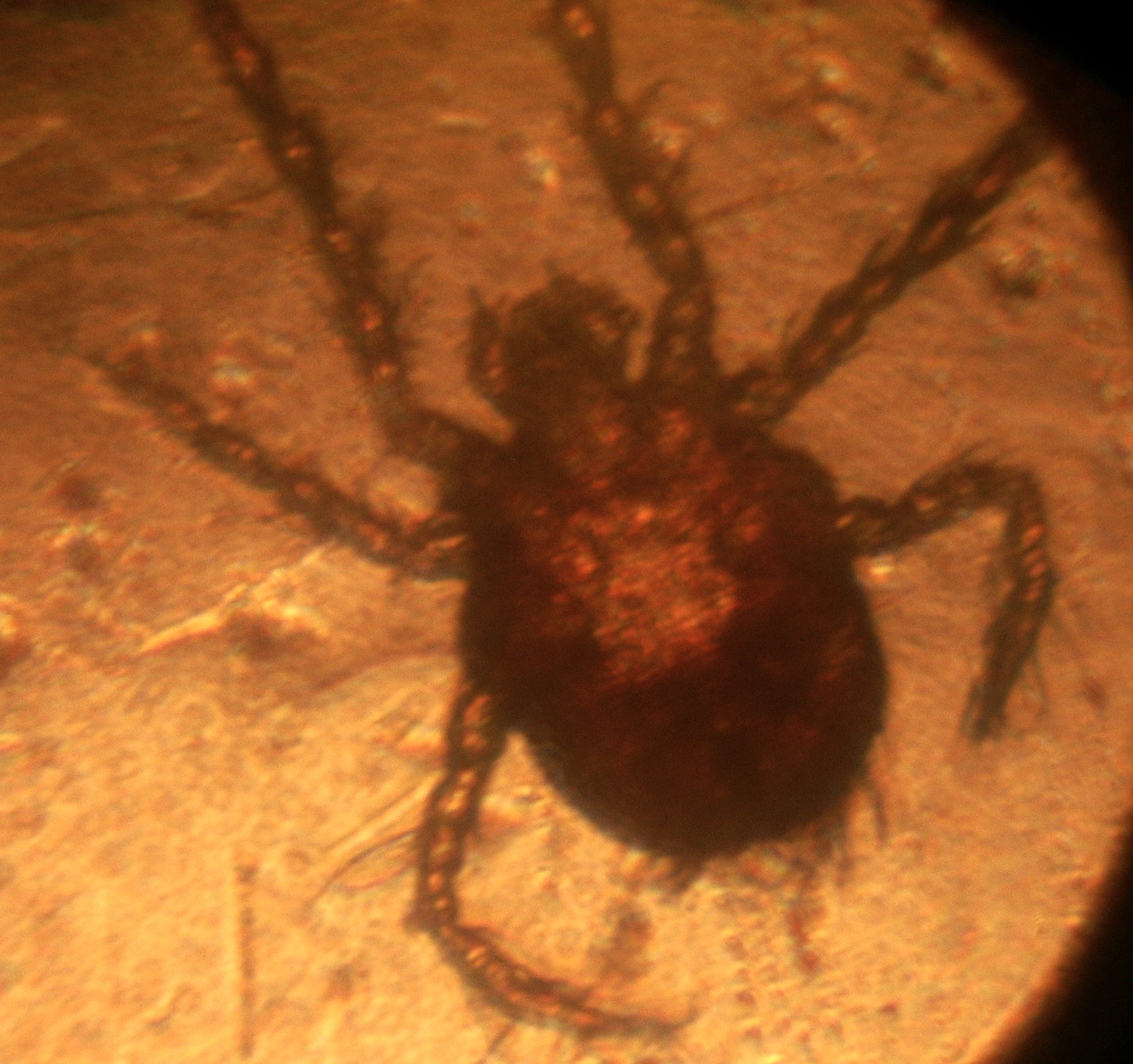
Một con ve mò

Ấu trùng mò Trombicula bề ngoài có màu nhung đỏ hoặc cam tươi. Chỉ có ấu trùng mò mới đốt người và súc vật và chỉ đốt một lần trong chu kỳ sống, mò trưởng thành không đốt. Ấu trùng mò đốt vào ban mai và lúc trời sắp tối. Ở người, ấu trùng mò thường bám vào cẳng, đùi rồi di chuyển đến những nơi kín, có mồ hôi ẩm, dừng lại ở đó (thắt lưng, bẹn, ngực, nách...), chúng cố định bằng cách chích vòi vào da. Ấu trùng mò không ăn máu, khi đốt chúng bơm nước bọt vào vết đốt, nước bọt chứa các enzyme tiêu protein để làm tiêu các tế bào vật chủ rồi tạo nên một chất nhão có chất dinh dưỡng cho ấu trùng hút, sau khi đã no ấu trùng rơi xuống đất mùn để tiếp tục chu kỳ sống.
Trứng của mò bị nhiễm tồn tại trong đất ẩm nhiều chất mùn, thành ấu trùng rồi bò vào các bụi cây thấp lên tận đến lá, chúng sẽ bám vào các động vật có xương sống (loài có vú hoặc chim) khi có điều kiện, trên thân các động vật này vài ngày rồi rơi xuống đất và phát triển thành nhộng (nymphs) và rồi mò trưởng thành. Khi chu kỳ này được tiếp tục, thì sự truyền qua trứng sẽ đảm bảo cho thế hệ sau bị nhiễm, chúng nhân lên trong tuyến nước bọt ấu trùng mò với lượng lớn, vì vậy dễ gây nhiễm cho vật nhạy cảm khi bị đốt.

## Các loài
- Trombicula acuitlapanensis (A. Hoffmann, 1957)
- Trombicula alfreddugesi
- Trombicula autumnalis (Shaw)
- Trombicula boneti (A. Hoffmann, 1952)
- Trombicula formicarum (Berlese, 1910)
- Trombicula geniticula
- Trombicula halidasys
- Trombicula imperfecta (Brennan & Jones, 1954)
- Trombicula jamesoni (J. M. Brennan, 1948)
- Trombicula jonesae (J. M. Brennan, 1952)
- Trombicula nagayoi
- Trombicula patrizii (Valle, 1952)
- Trombicula pumilis
- Trombicula spinosa
- Trombicula tecta
- Trombicula zeta